# 圣雷蒙多-诺纳图
圣雷蒙多-诺纳图（葡萄牙語：São Raimundo Nonato）是巴西皮奥伊州的一个市镇。总面积2606.8平方公里，总人口30894人，人口密度11.9人/平方公里。